# Епархия Янгу
Епархия Янгу (лат. Dioecesis Iamcuvensis) — епархия Римско-Католической церкви с центром в городе Янгу, Китай. Епархия Янгу распространяет свою юрисдикцию на часть территории провинции Шаньдун. Епархия Янгу входит в митрополию Цзинаня.

## История
13 декабря 1933 года Римский папа Пий XI издал буллу Ad melius, которым учредил миссии апостольскую префектуру Янгу, выделив её из апостольского викариата Яньчжоуфу (сегодня — Епархия Яньчжоу).
11 июля 1939 года Римский папа Пий XII издал буллу Apostolica de Yangku, которой преобразовал апостольскую префектуру Янгу в апостольский викариат.
11 апреля 1946 года Римский папа Пий XII издал буллу Quotidie Nos, которой преобразовал апостольский викариат Янгу в епархию.

## Ординарии епархии
- епископ Фома Тянь Гэнсинь (23.02.1934 — 10.11.1942) — назначен апостольским викарием Циндао;
- епископ Томас Ню Хуэйцзин (12.01.1943 — 28.02.1973);
  - Sede vacante (с 1973 — по настоящее время).

## Источник
- Annuario Pontificio, Libreria Editrice Vaticana, Città del Vaticano, 2003, ISBN 88-209-7422-3
- Булла Ad melius, AAS 27 (1934), стр. 39
- Булла Apostolica de Yangku, AAS 32 (1940), стр. 33  (лат.)
- Булла Quotidie Nos, AAS 38 (1946), стр. 301  (лат.)